# Xã Halstad, Quận Norman, Minnesota
Xã Halstad (tiếng Anh: Halstad Township) là một xã thuộc quận Norman, tiểu bang Minnesota, Hoa Kỳ. Năm 2010, dân số của xã này là 108 người.